# 班瓦爾德湖
47°36′4″N 10°46′38″E / 47.60111°N 10.77722°E

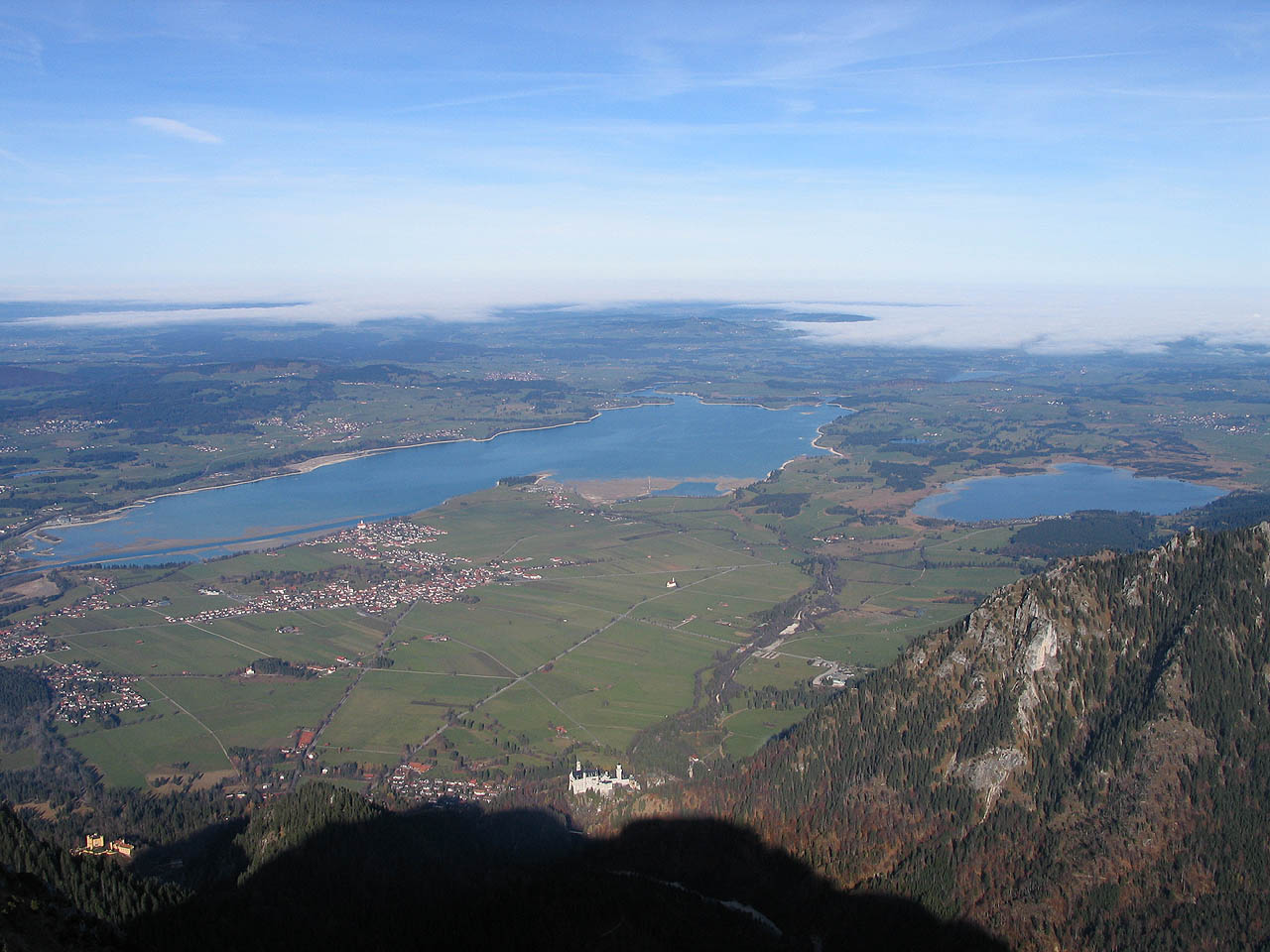

班瓦爾德湖（德語：Bannwaldsee），是德國的湖泊，位於該國東南部，由巴伐利亞負責管轄，處於阿爾高，長2.3公里、寬1.4公里，面積2.3平方公里，海拔高度786米，平均水深6米，最大水深12米，水體容量1,409萬立方米，湖岸線長度6.8公里。